# Edge (videójáték)
Az Edge (Edgy néven is ismert) egy puzzle videójáték, amit a Mobigame fejlesztett. A játék 2008-ban jelent meg az App Store-ban, de többször törölték az áruházból védjogi okokból. Később megjelent Androidon, Steamen, WII U-n, Nintendo 3DS-en és PlayStation Network-ön.

## Játékmenet

Játékmenet